# Katalanska världskartan
| Katalanska världskartan |
| --- |
| Alla sidorna ur Katalanska världskartan, med kartbladen lagda sida vid sida och i nutida ordning/orientering. - Betydelse – världskarta (atlas) med text på katalanska - Bakgrund – 1375, Mallorca, troligen av Abraham Cresques - Utformning – 6 vikta pergamentark (4 portolankartor över Medelhavsområdet och Asien samt kosmologi och kalendarium) - Vikt – en av de viktigaste europeiska världskartorna från medeltiden - Ägare – Bibliothèque nationale de France |

Den katalanska världskartan (katalanska: Atles català, 'katalanska atlasen') är en medeltida pergamentatlas som upptar Medelhavsområdet och (den södra halvan av) Asien. Den framställdes 1375 och har beskrivits som den viktigaste atlasen från medeltiden, liksom den mest avancerade av medeltidens världskartor.

## Bakgrund
Den osignerade kartan/kartsamlingen framställdes i den kartografiska skola som hade Mallorca som sitt centrum. Produktionen kopplas dock samman med den världskarta som den judiske kartografen Cresques Abraham – "illuminatorn" – och hans son Jafudà Cresques producerade åt Johan I av Aragonien. Johan gav 1381 kartverket i gåva till Karl VI av Frankrike av Frankrike.
Cresques Abraham sågs på sin tid som en sann mästare på världens kartor och kompasser. Han använde sig troligen av sin son Jafudá Cresques som assistent i kartproduktionen.
Under senmedeltiden var Mallorca och Balearerna ett kulturcentrum i västra Medelhavsområdet, och Raimundus Lullus var en av tidens stora författare i regionen.
Sedan gåvan från Aragonien har kartan förvarats i den franska kungliga biblioteket. Institutionen heter numera Bibliothèque nationale de France.

## Utformning och delar

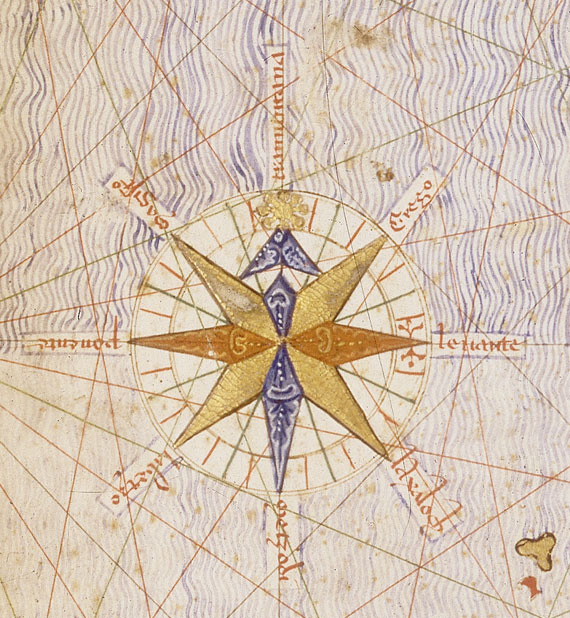
Detalj från världskartan, den första avbildningen på en karta av en kompassros.

### Översikt
Världskartan bestod ursprungligen av sex kartblad av veläng och vikta på mitten, målade i sju färger inklusive guld och silver. Bladen, är nu skurna på mitten och monterade i träramar. Första halvan av första bladet och andra halvan av sista bladet är monterade i brunt läder.
Varje pergamentblad är 640 mm höga och 500 mm breda. Den fulla storleken på den monterade kartan är därmed 0,65 x 3 meter.

### Texter
Kartverket är utförd med texter på katalanska, som då var öns huvudsakliga modersmål sedan över 100 år. Detta inkluderar de två första bladen, som innehåller texter om kosmografi, astronomi och astrologi, alla rikligt illustrerade. Texter och illustrationer betonar jordens sfäriska form och den kända världens tillstånd. De innehåller också information om tidvattnet och om hur man bestämmer tiden när det är natt.

### Kartorna
De fyra återstående bladen av det ursprungliga verket utgör själva världskartan. Denna består egentligen av fyra separata kartor (tillsammans utgörande en atlas), som ungefärligen tar vid efter varandra i öst-västlig riktning. Kartografin sträcker sig från Kanarieöarna i väster till Kinesiska havet i öster, och från Kräftans vändkrets i söder till 60 graders nordlig bredd i norr.
På kartbladen finns bilder från många städer i den då kända världen. Kristna städer är markerade med kors och andra städer med kupoler. Namnen på viktiga hamnstäder är markerade med röd text.
Kartografin är utförd enligt medeltida portolantradition. Detta innebär att den inte är vinkelrät; kartbladen innehåller dock rikligt med noteringar om olika hamnstäder längs med kusterna. Utifrån olika kompassrosor – en nymodighet i och med kartverket – löper raka "kurslinjer" (katalanska: rumbs marítims) längs med de olika kompasstrecken.

### Delar
1. Första bladet – kosmografi (text i fyrspalt[5])
2. Andra bladet – kalendarium (cirkelformad och omgiven av en kvadrat[5])
3. Tredje bladet – Finisterre ("Världens ände") och västra Medelhavet
4. Fjärde bladet – Östra Medelhavet
5. Femte bladet – "Dehlikartan"
6. Sjätte bladet – "Cathaikartan"

Dessutom finns ett kompletterande sjunde blad, med förklarande text – på spanska – av en D. Romano, illuminerad av den franske 1700-talsmålaren Joseph Vernet. På 1700-talet hade det katalanska språket ingen roll inom den spanska diplomatin och kontakterna med utlandet.

### Ursprunglig disposition
Som andra portolankartor har Katalanska världskartan inte ett enhetligt upp-och-ner. Den är främst avsedd att läsas utlagd på ett bord och från de olika sidorna av bordet, och därför är karttexterna utförda för att läsas från sidorna. Det innebär att karttexterna för bland annat Central- och Nordeuropa ser ut att vara upp-och-ner. Samma utformning finns för övrigt i en annan katalansk Europa/Medelhavskarta från 1525.
De olika kartbladen sitter inte ihop som i en samlad karta. De olika kartbladens ursprungliga ordning och orientering har därför varit föremål för skilda teorier. Många noterar att bladens ursprungliga ordning ska vara från öster till väster och med norr nedåt, enligt den medeltida karttradition som araber och kineser använde. Numera syns dock de olika kartbladen oftast enligt modern tradition med norr uppåt och väster till vänster. Kartförklaringen för det västligaste kartbladet ("Blad 3") har dock alla större förklaringstexter skrivna med uppåt åt söder, vilket ansluter både till kinesisk (norr är nedåt) och arabisk (läsning från höger) kartografisk tradition.

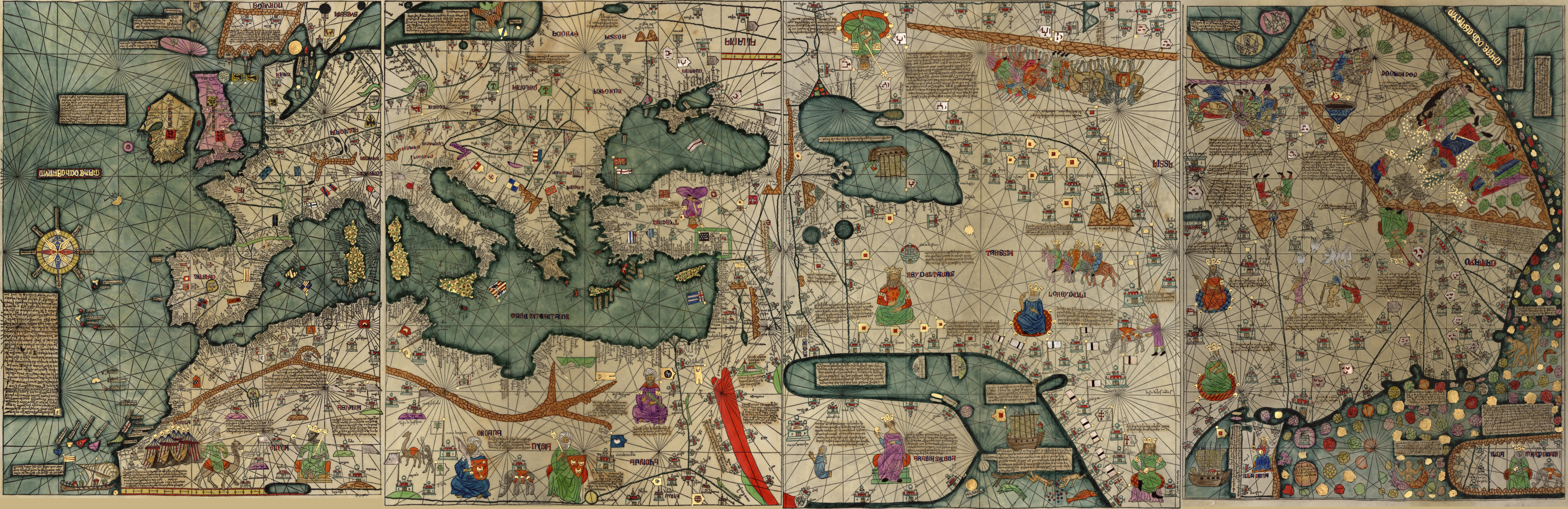
Blad 3–6 i kartverket. Dessa fyra blad bildar tillsammans den fyrdelade världskartan. Kartans texter är orienterade för att läsas "från kanterna", med undantag för den stora textplattan nere i vänster hörn som ska läsas med norr nedåt.

## Bildgalleri

Första bladet (kosmografi).
Andra bladet (kalendarium).
Tredje bladet (här med läsbara textplattor och norr nedåt).
Fjärde bladet.
Femte bladet "Delhikartan").
Sjätte bladet ("Cathaikartan", med norr nedåt).
Supplementblad, producerat på 1700-talet.